# Anchieta (Espírito Santo)
Pour les articles homonymes, voir Anchieta.
Anchieta (anciennement Reritiba) est une ville côtière dans la partie centrale de l’état d’Espírito Santo au Brésil. Née au XVIe siècle d’un poste missionnaire parmi les Tupis elle fut rebaptisée du nom de son fondateur, José de Anchieta, à la fin du XIXe siècle. La municipalité a une population de 23 902 habitants en 2010, sur une superficie de 409 km2. Son altitude ne dépasse pas deux mètres.

## Histoire
Au tournant du premier millénaire les Amérindiens Tapuias qui habitent la région méridionale de l’état d’Espirito Santo sont repoussés vers l’intérieur du pays par les Tupis, un peuple indigène originaire de l’Amazonie. Au XVIe siècle, un poste missionnaire y est fondé en 1561 par le jésuite espagnol José de Anchieta qui, quittant la zone coloniale portugaise, souhaite se consacrer à l’évangélisation des peuples indigènes. Le bourg s’appelle alors Iriritiba ou Reritiba, mot composé qui dans la langue locale signifie « nombreuses huîtres » Venant de Vitoria, le père s'installe en permanence à Reritiba en 1587, où il meurt le 9 juin 1597. C’est durant cette dernière période de sa vie qu’il produit la majeure partie de ses écrits, manuels de catéchisme et d’instruction chrétienne dans la langue des Tupis.
Avec l'expulsion des jésuites de tous les territoires portugais (1759), le village de Reritiba reçut le nom de ‘Vila Nova de Benevente’. Peu de temps après le départ des Jésuites, le bourg périclita en raison du départ en grand nombre des indigènes, ayant perdu leurs protecteurs. Le 12 août 1887, le village fut élevé au rang de municipalité et fut rebaptisé ‘Anchieta, du nom du saint missionnaire jésuite qui le fonda et y passa les dix dernières années de sa vie.

## Particularité
‘Sur les pas d’Anchieta’ (Os Passos de Anchieta), est une ‘route’ (au sens de pèlerinage chrétien), de 96 kilomètres qui, du nord au sud le long de la côte atlantique, va de Vitória à Anchieta (Reritiba), dans l’état d'Espírito Santo. Cette première ‘route chrétienne d’Amérique’ est la reconstruction du trajet que faisait le missionnaire jésuite José de Anchieta tous les quinze jours, de Reritiba — son poste missionnaire parmi les indiens Temiminós (Tupis) — au collège jésuite de Vitória où il avait d’autres fonctions. Durant les dix dernières années de sa vie Anchieta, surnommé 'Abará-bebe' (le ‘’saint ailé’’) pour la rapidité de sa marche, fit ce trajet. La dernière fois ce fut un cortège funèbre: 3 000 indigènes couvrirent la distance pour ramener le corps du missionnaire au collège de Vitoria.
En 1998 un groupe de sympathisants décida de rétablir cette route historique comme projet religieux, éco-touristique et culturel. La route rassemble depuis lors quelque 3 000 participants qui font annuellement le trajet en quatre jours. En 2007 les services postaux du Brésil émirent un timbre commémorant le 10e pèlerinage ‘sur les pas d’Anchieta’.

## Bâtiment remarquables
L’église paroissiale Notre-Dame-de-l’Assomption et les anciens bâtiments jésuites avoisinants sont reconnus par l’Église catholique comme un sanctuaire national Saint-José-de-Anchieta.